# 斯塔福德 (康乃狄克州)
斯塔福德（英語：Stafford）是一個位於美國康乃狄克州托蘭縣的城鎮。

## 地理
斯塔福德的座標為41°59′00″N 72°19′00″W / 41.98333°N 72.31667°W，而該地的平均海拔高度為191米（即627英尺）。

## 人口
根據2010年美國人口普查的數據，斯塔福德的面積為152.20平方千米，當中陸地面積為150.10平方千米，而水域面積為2.10平方千米。當地共有人口12192人，而人口密度為每平方千米80.11人。